# 洪塞拉尔堤防住宅
洪塞拉尔堤防住宅（荷蘭語：Huis Honselaarsdijk）原是位于荷兰共和国荷兰洪塞勒斯代克（Honselersdijk）（今位于荷兰南荷兰省）的一座宫殿般的乡间住宅。该住宅由荷兰建筑师阿伦特·范·斯赫拉弗桑德（Arent van 's-Gravesande）、巴托洛梅乌斯·范·巴森（Bartholomeus van Bassen）、雅各布·范·坎彭、彼得·波斯特设计。 该住宅建于17世纪上半叶，起初为荷兰执政奥兰治亲王弗雷德里克·亨德里克的户外地（buitenplaats）。 当时许多著名艺术家参与了这座住宅的装饰设计，或者专为该住宅创作了油画或雕塑等艺术品，如维布兰德·德海斯特（Wybrand de Geest）、杰拉德·范·昂瑟斯特、彼得·德赫雷贝（Pieter de Grebber）、保卢斯·博尔（Paulus Bor）、科内利斯·弗罗姆（Cornelis Vroom）、阿图斯·奎利纳斯（Artus Quellinus）等等。威廉三世去世后，该住宅被废弃，1815年其主建筑被毁。荷兰庭院（De Nederhof）原是该住宅供客人居住的两座配楼之一，幸存至今，如今供残疾人居住。

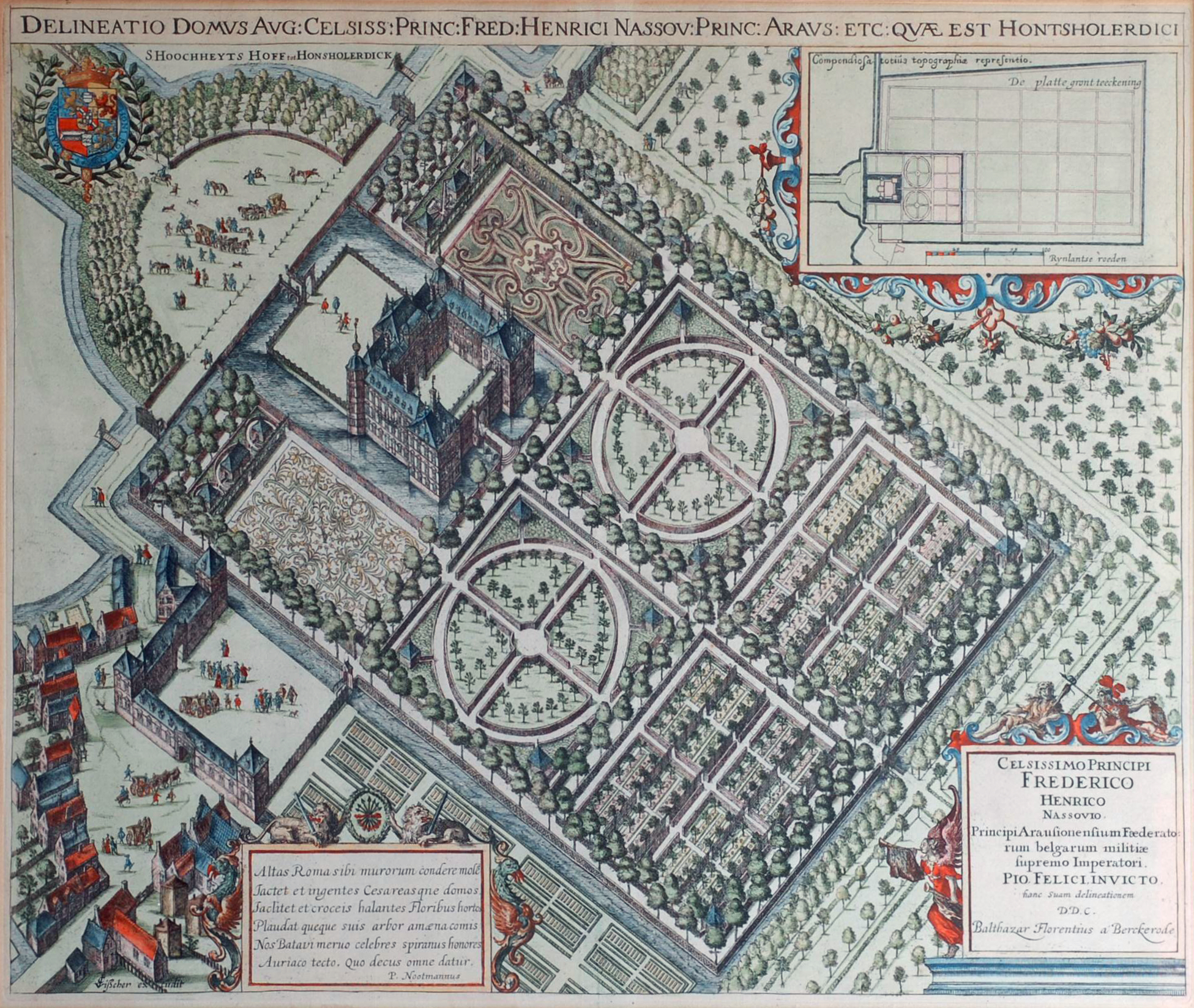
17世纪上半叶洪塞拉尔堤防住宅地图

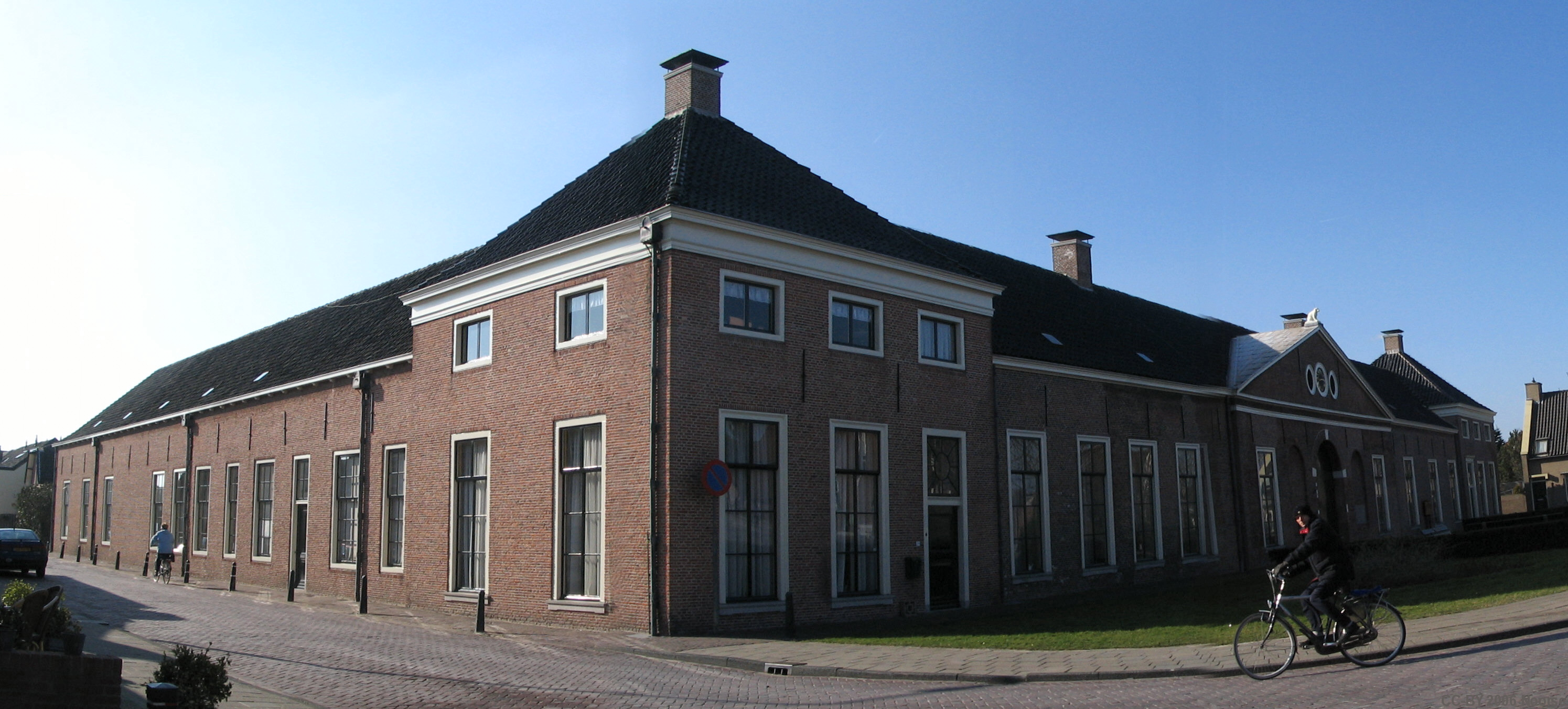
De Nederhof的外景

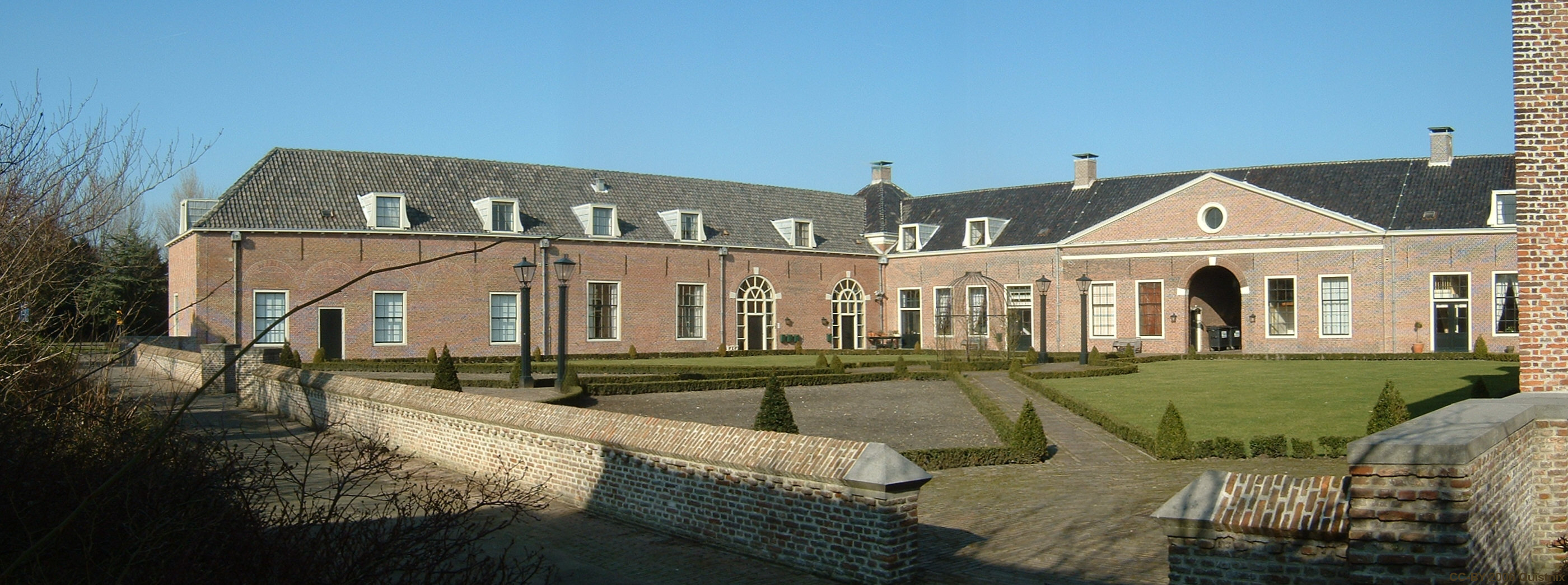
De Nederhof内的院子